# Хомс (мухафаза)
Хомс (араб. مُحافظة حمص‎) — одна из 14 мухафаз Сирии. Административный центр — город Хомс. Крупнейшие города — Хомс, Эр-Растан, Тадмор, Эль-Кусайр, Телль-Биса, Эль-Карьятайн, Телль-Калах. Площадь составляет — 40 940 км²; население по данным на 2012 год — 2 145 184 человека.

## География
Расположена в центральной части страны. На северо-западе граничит с мухафазой Тартус, на севере с мухафазами Хама и Эр-Ракка, на востоке с мухафазой Дайр-эз-Заур, на юго-западе с мухафазой Дамаск, на юго-востоке с Ираком и Иорданией, на западе с Ливаном. В западной части мухафазы протекает река Эль-Аси (Оронт). В центре находится древняя Пальмира.
На севере провинции находится одна из четырёх зон деэскалации.

## Административное деление
В административном отношении мухафаза делится на 7 районов:
| Район                | Административный центр | Карта |
| -------------------- | ---------------------- | ----- |
| Хомс                 | Хомс                   |       |
| Мухаррам-эль-Фаукани | Мухаррам-эль-Фаукани   |       |
| Пальмира             | Тадмор                 |       |
| Талду                | Талду                  |       |
| Эр-Растан            | Эр-Растан              |       |
| Эль-Кусайр           | Эль-Кусайр             |       |
| Телль-Калах          | Телль-Калах            |       |

## История
2011-2014 года — Осада Хомса.
25 мая 2015 года боевики ИГ захватили Пальмиру.
27 марта 2016 года боевики ИГ выбиты из Пальмиры.
6 августа 2015 года боевики ИГ захватили город Эль-Карьятейн
3 апреля 2016 года боевики ИГ были выбиты из Эль-Карьятейна.
22 декабря 2016 года боевики ИГ снова захватили Пальмиру.
2 марта 2017 года боевики ИГ снова выбиты из Пальмиры.